# ماركاريان 421
ماركاريان 421 هو نجم زائف متوهج بلازار في كوكبة الدب الأكبر. ماركاريان 421 عبارة عن نواة مجرية نشطة من فئة بل لاسرتا ومصدر أشعة غاما قوي وانبعاث أشعة سينية . يقع على مسافة 397 مليون سنة ضوئية 122 مليون فرسخ فلكي  إلى 434 مليون سنة ضوئية (133 مليون فرسخ فلكي) من الأرض . وهو من أقرب البليزرزات إلى الأرض، مما يجعله أحد ألمع النجوم الزائفة في السماء ليلا. حدد ماركاريان 421 لأول مرة كمصدر باعث لأشعة غاما عالية الطاقة في عام 1992 من قبل م. بانش في مرصد ويبل وتم قياس انفجارات سريعة للغاية من أشعة جاما عالية الطاقة (تتصاعد كل 15 دقيقة ) في عام 1996 من قبل جي. غايدوس في مرصد ويبل  ويشتبه في وجود ثقب أسود هائل في وسطه بسبب طبيعته النشطة، وله مجرة مرافقة (ماركاريان 421-5) التي تغذي الغاز المنبعث والمتجهة بعيدا من المجرة.

## وصلات خارجية
- Focus on Markarian 421

- ماركاريان 421 على موقع ويكي سكاي: DSS2, SDSS, GALEX, IRAS, Hydrogen α, X-Ray, Astrophoto, Sky Map, Articles and images